# خوزه لوئیس چیلاورت
خوزه لوئیس فلیکس چیلاورت گونزالس (به اسپانیایی: José Luis Félix Chilavert González) (زادهٔ ۲۷ ژوئیه ۱۹۶۵) دروازه‌بان بازنشسته اهل پاراگوئه است که ۳ بار بهترین دروازه‌بان جهان فدراسیون بین‌المللی تاریخ و آمار فوتبال شده است.
مهارت چیلاورت در ضربات آزاد بسیار معروف بود و او معمولاً پنالتیزن تیمش بود. او در دوران بازی حرفه‌ای خود ۶۲ گل به ثمر رساند که ۸ تای آن در بازی‌های ملی بود. چهار گل ملی او در مقدماتی جام جهانی ۲۰۰۲ به ثمر رسید. وی در جام جهانی ۱۹۹۸ در بازی با بلغارستان با دویدن به پشت محوطه جریمه حریف برای زدن ضربه ایستگاهی تماشاگران را حیرت‌زده‌کرد و نخستین دروازه‌بان در تاریخ جام جهانی شد که ضربه آزاد مستقیم را به توپ زده است.
چیلاورت در سال ۱۹۸۸ به باشگاه سن لورنزو در دسته اول فوتبال آرژانتین رفت و یک سال بعد اولین بازی ملی خود را انجام داد. سپس ۳ فصل برای تیم اسپانیایی رئال ساراگوسا در لا لیگا بازی کرد و دوباره به آرژانتین و این‌بار به ولز سارسفیلد بازگشت. او چهار بار با این تیم قهرمان آرژانتین شد و در سال ۱۹۹۴ قهرمانی کوپا لیبرتادورس و جام بین‌قاره‌ای را نیز به دست آورد. چیلاورت در سال ۱۹۹۹ نخستین دروازه‌بان تاریخ فوتبال شد که در یک بازی هت‌تریک کرده است. او در بازی ولز سارسفیلد با فرو کاریل لاوئسته ۳ گل از روی نقطه پنالتی به ثمر رساند. او همچنین یک گل به‌یادماندنی با ضربه ایستگاهی از نیمه زمین خودی به ریور پلاته در کارنامه خود دارد.
وی در سال ۱۹۹۸ در جام جهانی فرانسه دروازه‌بان پاراگوئه بود.
همچنین او به گل‌های زیبایش از دروازه به سمت دروازه حریف معروف بود و رکورد بیشترین گل را از دروازه دارد.